# Fontevraud-l’Abbaye
Fontevraud-l’Abbaye ist eine französische Gemeinde im Département Maine-et-Loire in der Region Pays de la Loire im Arrondissement Saumur und im Kanton Saumur.
Die Gemeinde umfasst 14,95 Quadratkilometer auf 37 bis 114 m Meereshöhe und hat 1477 Einwohner (Stand 1. Januar 2022).
Das Gemeindegebiet ist Bestandteil des Regionalen Naturparks Loire-Anjou-Touraine.

## Bevölkerungsentwicklung
| Jahr      | 1962 | 1968 | 1975 | 1982 | 1990 | 1999 | 2008 | 2018 |
| --------- | ---- | ---- | ---- | ---- | ---- | ---- | ---- | ---- |
| Einwohner | 1901 | 1198 | 1105 | 1118 | 1108 | 1189 | 1503 | 1540 |

## Sehenswürdigkeiten
- Abbaye de Fontevraud, einer der umfangreichsten Klosterkomplexe Frankreichs trotz Zerstörungen bei der Französischen Revolution, 1804–1963 Gefängnis, seitdem Renovierungsarbeiten.
- Pfarrkirche Saint-Michel, 12. Jahrhundert, im 15. und 17. Jahrhundert erweitert; einschiffig, Chor mit Anjou-Gewölbe, reich mit Bauplastiken geschmückt; Altäre aus der Abteikirche; reich geschnitzter vergoldeter Tabernakel auf dem Hochaltar (1621); zahlreiche Gemälde.
- Ehemalige Friedhofskapelle Sainte-Catherine des Klosters, Anfang 13. Jahrhundert; oktogonales Gewölbe, das in eine Totenlaterne übergeht.

Siehe auch: Liste der Monuments historiques in Fontevraud-l’Abbaye

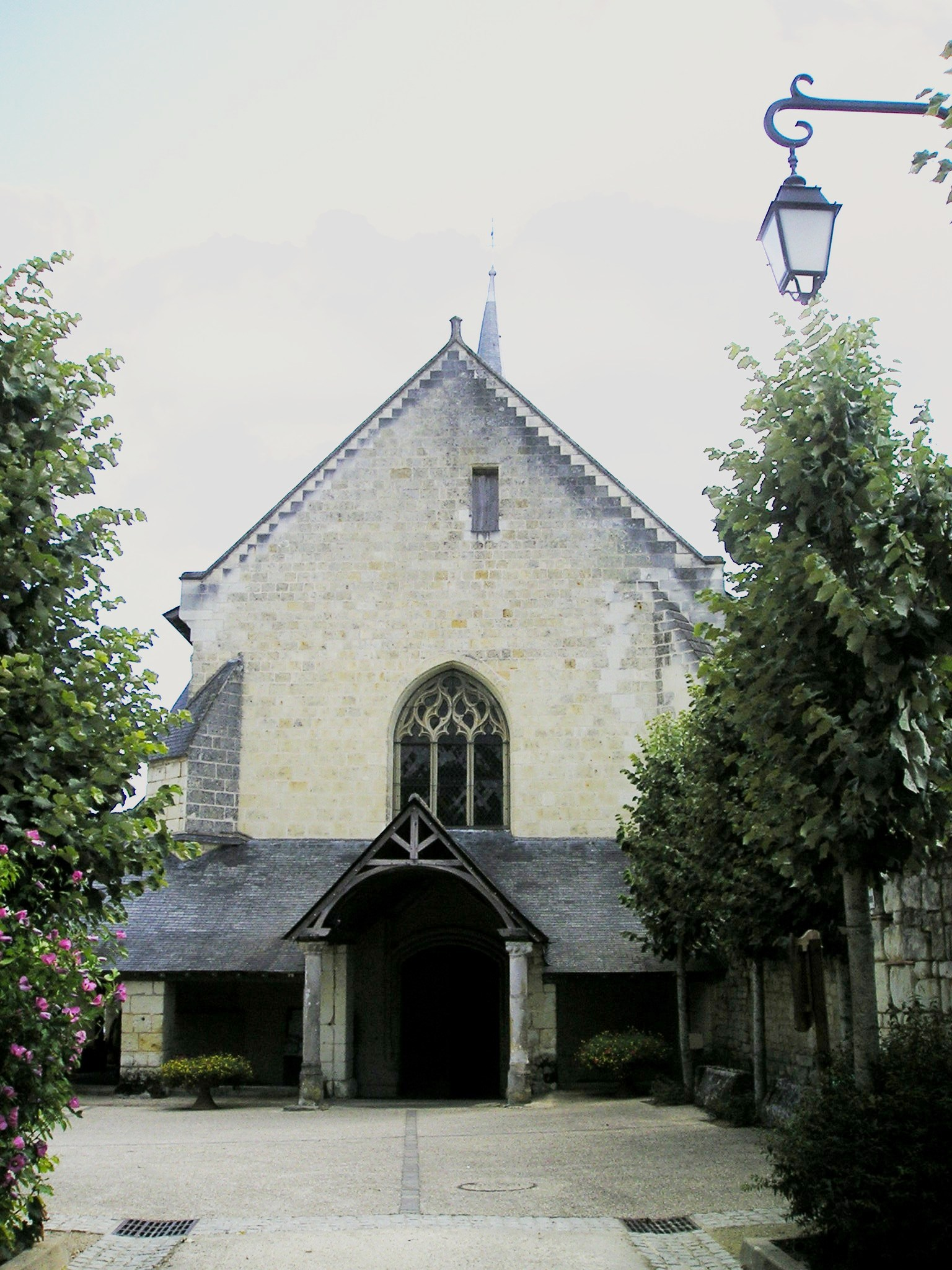
Kirche Saint-Michel
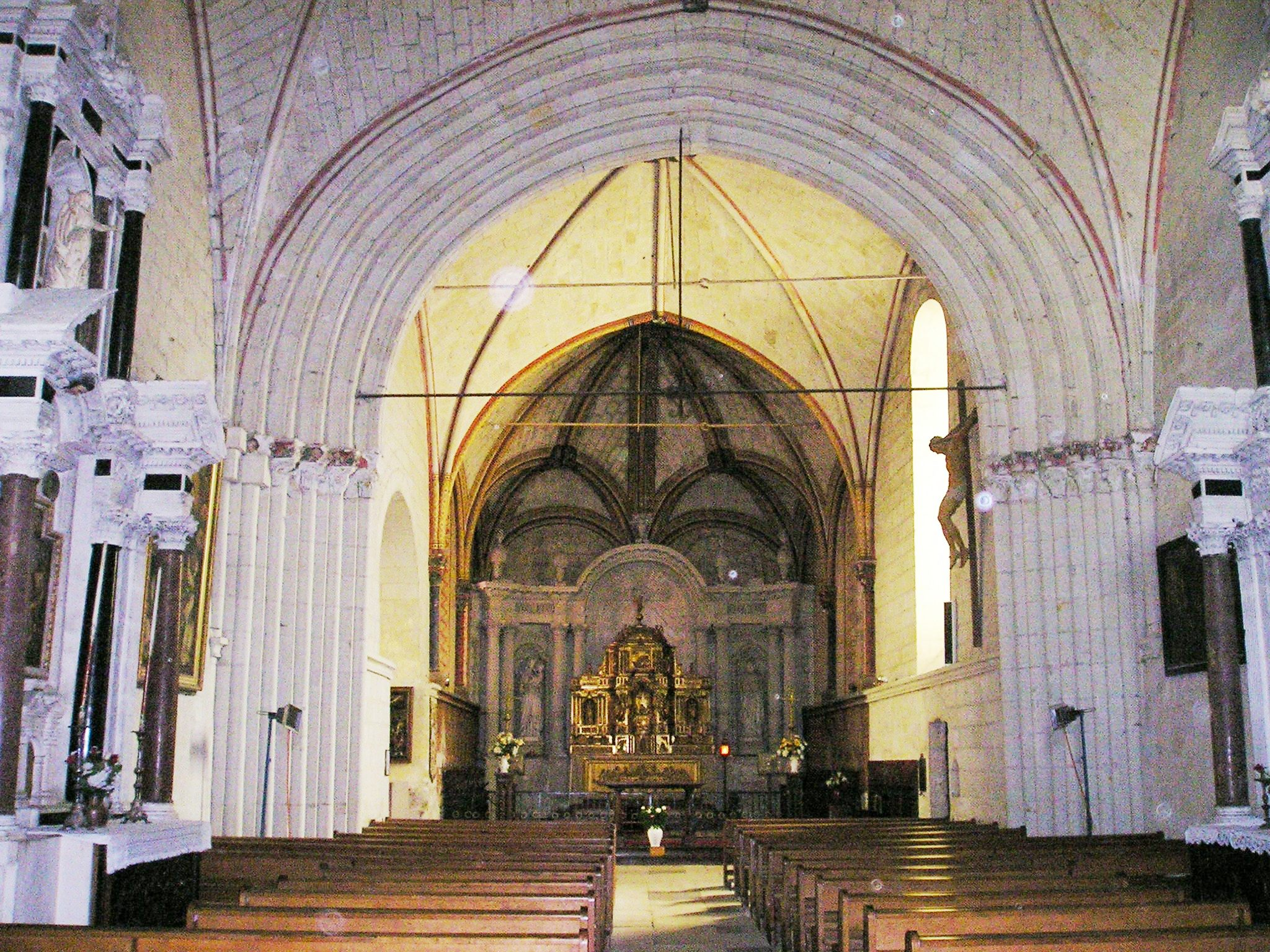
Im Innern von Saint-Michel
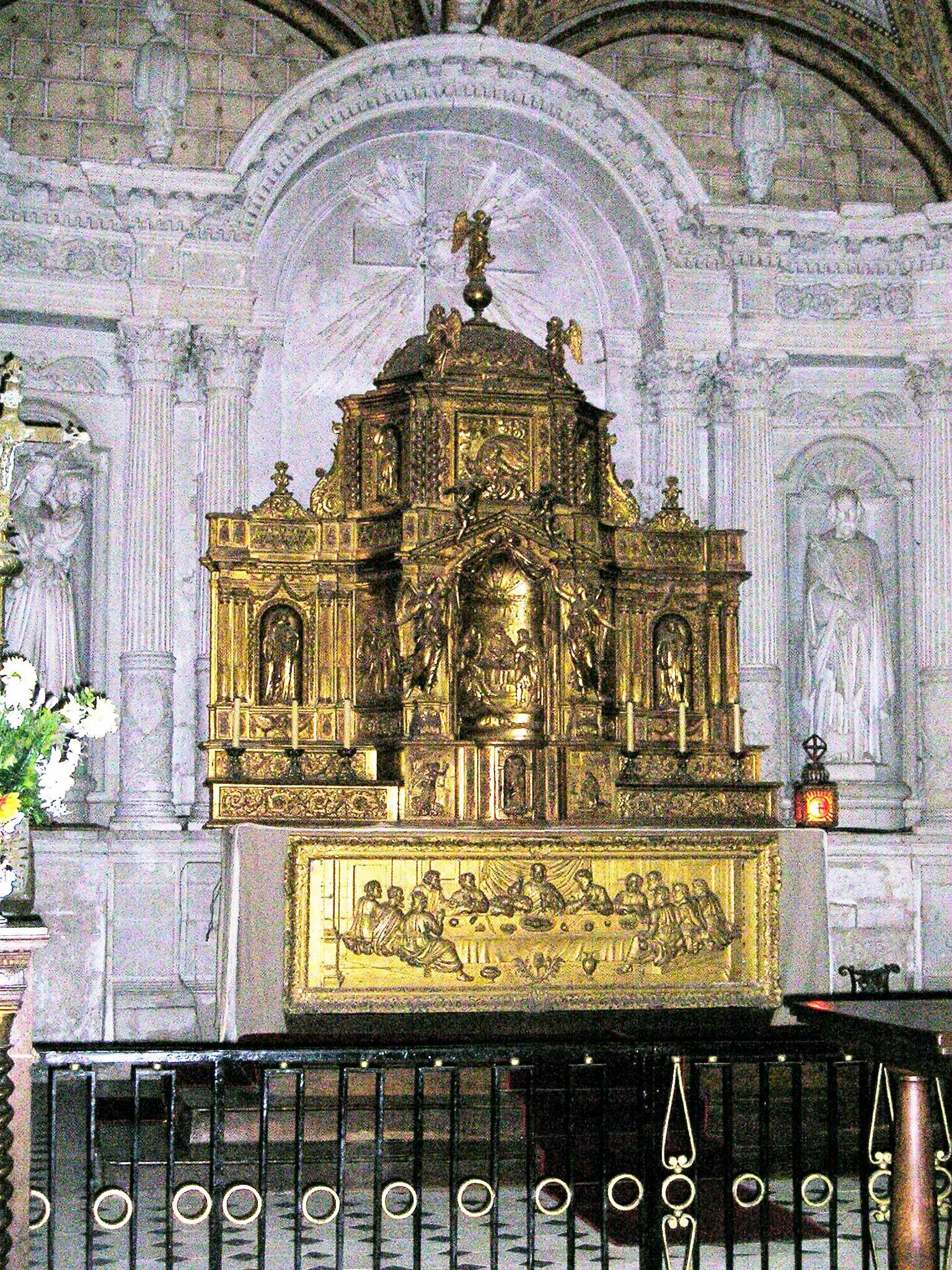
Tabernakelaufsatz auf dem Hauptaltar von Saint-Michel

## Weinbau
Die Rebflächen in der Gemeinde gehören zum Weinbaugebiet Anjou.